# Министерство здравоохранения и по делам престарелых Австралии
Министерство здравоохранения и по делам престарелых Австралии выполняет роль по наблюдению за проведением национальных программ поддержку всеобщего доступа к медицинским, фармацевтическим и больничным услугам, повышению уровня здоровья населения и профилактике заболеваний.

## Министры

### из числа членов парламента
- Нынешний министр здравоохранения и по делам престарелых Никола Роксон
- Нынешний министр по вопросам здравоохранения коренных народов Уоррен Сноудон
- Нынешний министр по охране психического здоровья и по делам престарелых является Марк Батлер
- Нынешний парламентский секретарь по вопросам здоровья и делам престарелых Екатерина Кинг

## Подведомственные организации
Подведомственной организацией, ответственной за финансирование научных исследований в области медицины и здравоохранения, а также за выработку стандартов и рекомендаций населению в области здравоохранения является Национальный совет по здоровью и медицинским исследованиям Австралии.